# Den Katolske Liga (Frankrig)
 For alternative betydninger, se Den Katolske Liga. (Se også artikler, som begynder med Den Katolske Liga)
Den Katolske Liga – (fr.: La Ligue Catholique, La sainte Ligue, Sainte Union ) – blev dannet i 1576 af Henrik af Guise under den franske religionskrig (1562-1598). Ligaens medlemmer udgjordes af franske ultrakatolske adelige, der kæmpede mod huguenotterne under den franske religionskrig i Frankrig.
Et af formålene med grundlæggelsen af ligaen i 1576 var at bekæmpe og tibagerulle de indrømmelser, som huguenotterne havde opnået ved ediktet i Saint-Germain-en-Laye i 1570 og ved ediktet i Beaulieu i 1576. Der var dog ikke kun religiøse årsager bag grundlæggelsen af ligaen i 1576. Et andet motiv var at genvinde huset Guises indflydelse på kongehuset og at svække centralmagten i Frankrig.
Kong Henrik den 3. forsøgte at sætte sig selv i spidsen for bevægelsen og genoptog kamphandlinger mod protestanterne, men han blev ladt i stikken af generalstænderne. Efter freden i Bergerac opløste han den katolske liga i september 1577.
Ligaen blev genoplivet, da tronfølgeren, Henrik den 3.'s bror, Frans af Anjou, døde i 1584. For ifølge salisk lov om arveret var huguenotten, Henrik af Navarra pludselig rykket frem på førstepladsen som tronarving. 
Ligaen præsenterede nu i samarbejde med den protestantfjendtlige spanske konge, Filip den 2. en alternativ kandidat. Denne kandidat var Karl, kardinal af Bourbon, og en farbror til Henrik af Navarra.
På dette tidspunkt var ligaen ikke længere blot et adelsparti, men en bevægelse med stærk støtte i borgerskabet, især det parisiske. 
Hertug Henrik af Guise spændte dog buen for hårdt, da han stillede kongen et ultimatum i januar 1588, anstiftede en folkelig opstand i Paris i maj samme år og måneden efter tvang kongen til et forlig. Med mordet på Henrik af Guise i december 1588 forsøgte Henrik den 3. at svække ligaen endegyldigt. Resultatet blev dog tværtimod, at kongen selv året efter blev myrdet af munken, Jacques Clément, der var agent for ligaen. Ligaen kunne ikke forhindre, at huguenotten Henrik af Navarra blev Frankrigs næste konge som Henrik den 4., men de bekæmpede ham fortsat af alle kræfter. Først efter at han konverterede til katolicisme i 1593, døde den katolske ligas indflydelse hen.